# Pseudorhina
Pseudorhina là một chi có quan hệ gần với cá nhám dẹt (Squatina) đã bị tuyệt chủng từ kỷ Jura. Hóa thạch của chúng được tìm thấy ở Châu Âu, Tây Nam Á, Bắc Phi và Úc.

## Mô tả
Pseudorhina là một chi cá mập có kích thước trung bình, cơ thể có dạng phẳng như cá đuối, vây ngực và vây bụng rất lớn, chưa có vây hậu môn, trên phần thân đuôi có 2 vây lưng nhỏ, vây đuôi cũng nhỏ. Đầu dạng tròn dẹp, có miệng ở chóp đầu hơi chúc xuống và có nhiều răng to.
Pseudorhina đã được chứng thực sống ở kỷ Jura, và được xếp riêng thành một chi khác với chi Squatina trong họ cá nhám dẹt.

## Hình ảnh

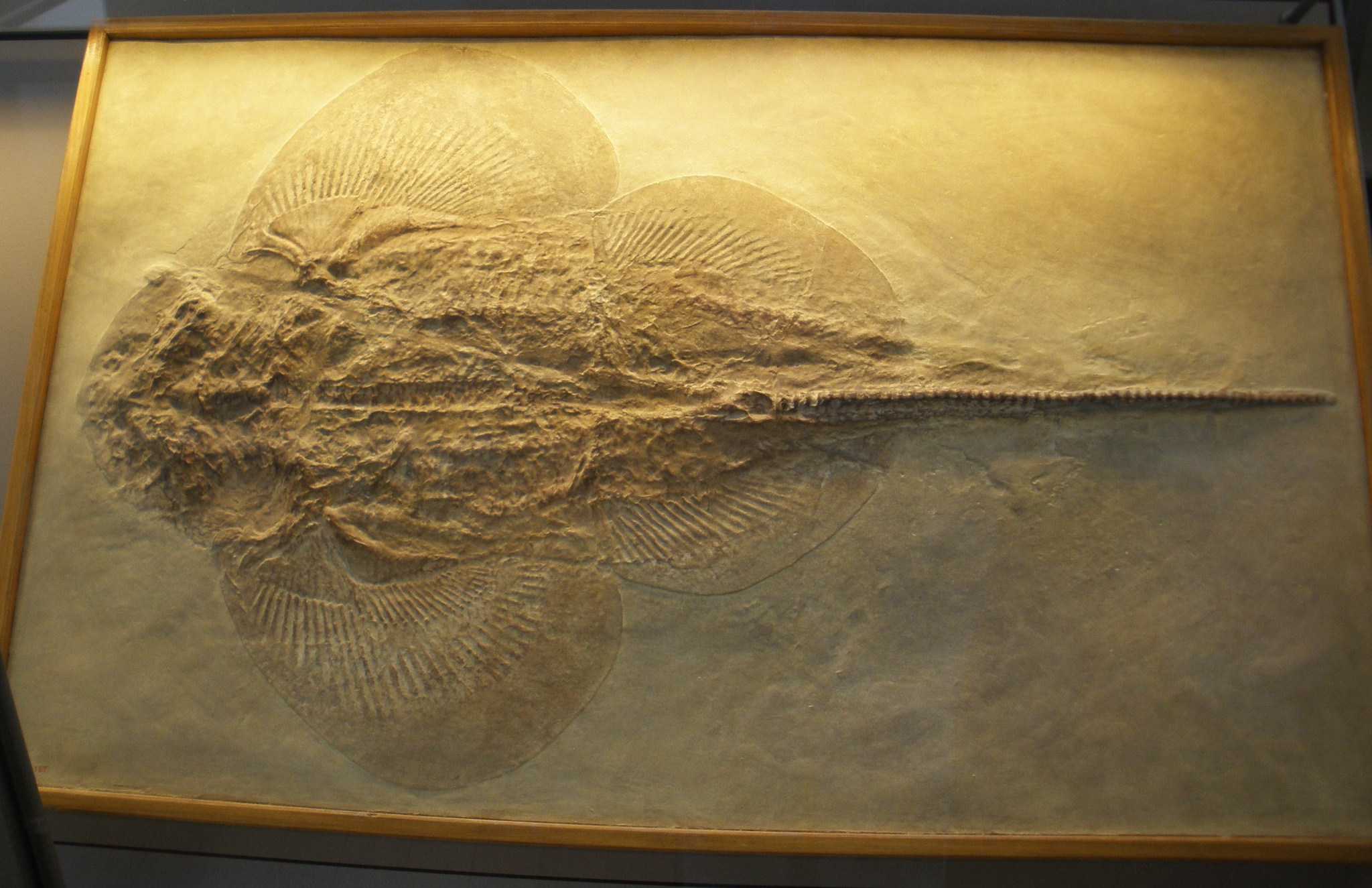
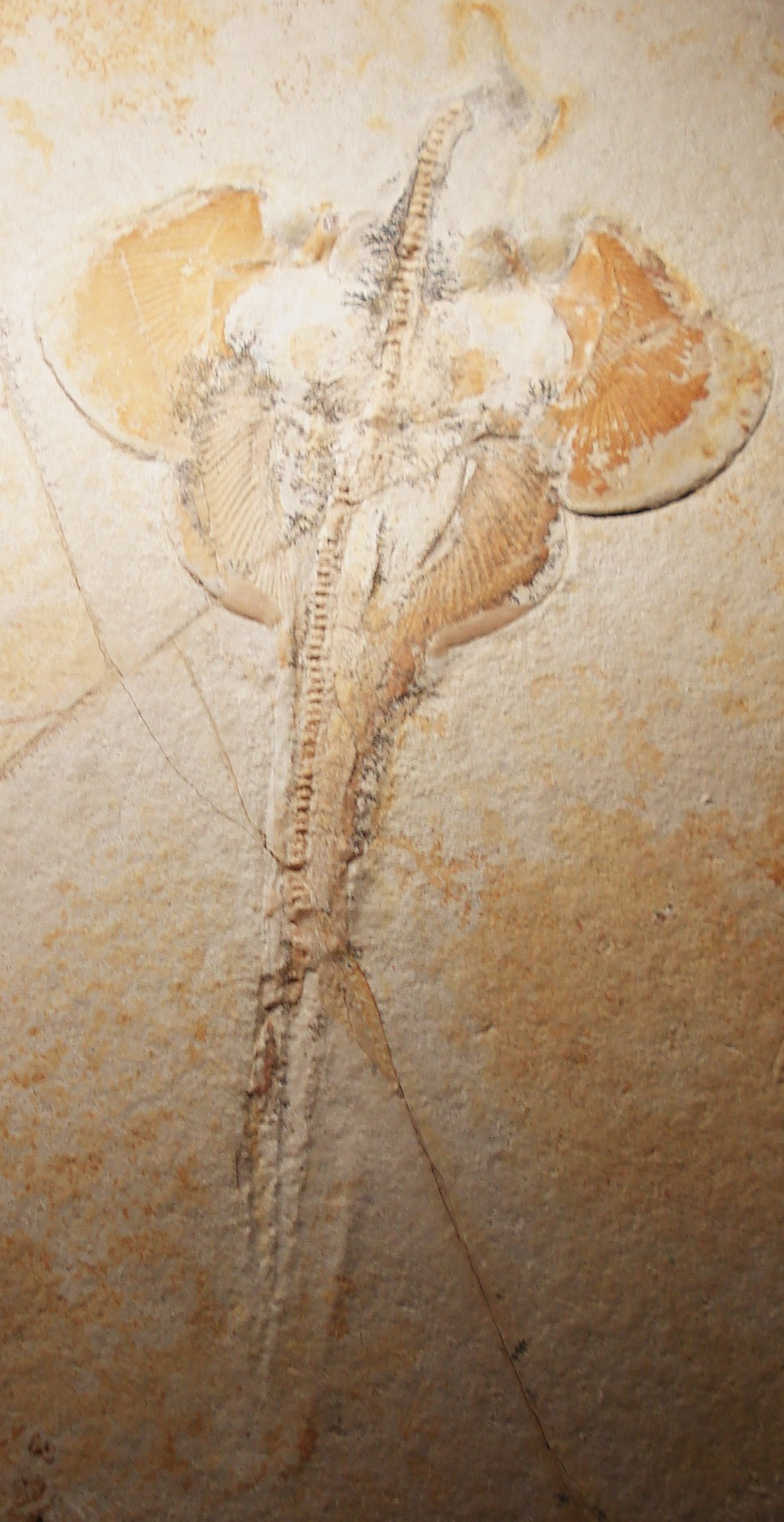

## Liên kết
- The Paleobiology Database: Protospinax Woodward, 1919[liên kết hỏng]
- Bajocian Fossils (Middle Jurassic) of Luxembourg: Neoselachians: Protospinax[liên kết hỏng]